# Ian Jackson
Ian W. Jackson es un desarrollador de software libre y  desarrollador del Proyecto Debian. Jackson escribió Dpkg, SAUCE, userv y debbugs. Solía mantener Linux FAQ, y mantiene el popular servidor chiark.greenend.org.uk, hogar de PuTTY entre otras cosas.
Jackson obtuvo un doctorado en la Universidad de Cambridge, trabajaba para nCipher Corporation y actualmente trabaja para Canonical Ltd.
Se convirtió en el líder del Proyecto Debian en enero de 1998. Debian GNU/Linux 2.0 (hamm) fue liberada durante este tiempo. Actualmente, forma parte del comité técnico de Debian. Ian fue vicepresidente y presidente de Software in the Public Interest en 1998 y 1999, respectivamente, y permanece en la junta directiva.
Wichert Akkerman  tomó su lugar como líder del Proyecto Debian en 1999. Después Ian también le traspasó el mantenimiento de dpkg.